# Hugo Riemann

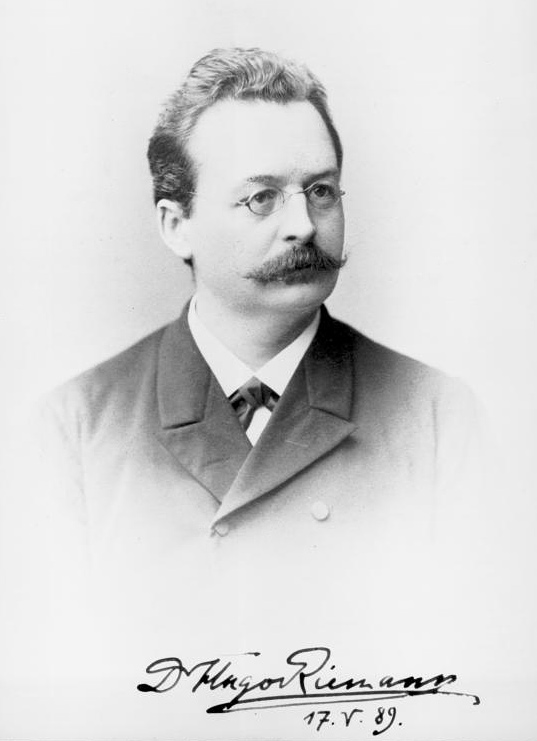
Hugo Riemann (Hamburg, 1889)

Karl Wilhelm Julius Hugo Riemann (* 18. Juli 1849 in Großmehlra bei Sondershausen (Thüringen); † 10. Juli 1919 in Leipzig) war ein deutscher Musiktheoretiker, Musikhistoriker, Musikpädagoge und Musiklexikograph. Sein wohl bekanntestes Werk, das Riemann Musiklexikon, ist bis heute ein anerkanntes Standardwerk.

## Herkunft
Hugo Riemanns Eltern waren der Rittergutsbesitzer und Oberamtmann Robert Riemann (1824–1896) und dessen Ehefrau Luise Kleemann (1827–1910), Tochter des Domänenpächters Wilhelm Kleemann. Hugos Bruder Otto (1853–1936) wurde Generalleutnant, sein Bruder Paul (1864–1909) wurde auch Rittergutsbesitzer; seine Schwester Anna (1852‒1924) heiratete den Oberhofprediger und Oberkonsistorialrat Arnold Zahn (1842‒1928).

## Leben

### Jugend
Seine erste musikalische Ausbildung erhielt Hugo Riemann von seinem Vater, dem Rittergutsbesitzer und Oberamtmann Robert Riemann, der Musikliebhaber war und von dem in Sondershausen einige Lieder, Chorstücke und die Oper Bianca Siffredi aufgeführt wurden. Sein erster Theorielehrer war der Sondershausener Kapellmeister Heinrich Frankenberger. Außerdem erhielt er bei August Bartel, Hartleb und dem Liszt-Schüler Edmund Theodor Ratzenberger Unterricht. Riemann besuchte das Gymnasium in Sondershausen und Arnstadt und die Klosterschule in Roßleben, wo er eine fundierte wissenschaftliche Geistesbildung mit dem Wissen der klassischen Sprachen und Literaturen erlangte. 1868 legte Hugo Riemann am Gymnasium in Arnstadt seine Reifeprüfung ab. Nach abgeschlossenem humanistischen Schulbesuch und seinen Kenntnissen im musikalischen Bereich, als auch seiner Ausbildung auf dem Piano, sah Riemann seine berufliche Zukunft als Schriftsteller oder Komponist.

### Studienzeit
Riemann studierte ab 1868 in Berlin Jura, Germanistik und Geschichte. Von dem Kulturhistoriker Wilhelm Scherer erhielt Riemann den wichtigen Impuls, sich der kunstwissenschaftlichen Arbeit zu widmen. Er setzte sein Studium 1869 in Tübingen fort. 1870 wurde er im Corps Suevia Tübingen recipiert. Er studierte Philosophie bei Christoph von Sigwart, Geschichte bei Julius Weizsäcker, Kunstgeschichte bei B. von Kugler und Ästhetik bei Karl Reinhold von Köstlin. In Tübingen stieß er auf zwei ihn prägende grundlegende Bücher, die Natur der Harmonik und der Metrik von Moritz Hauptmann und die Lehre von den Tonempfindungen von Hermann von Helmholtz. Schon seit seinem 9. Lebensjahr widmete sich Riemann der Poesie. Jedoch scheiterte der Versuch, einen zweibändigen Gedichtband bei der Cotta’schen Verlagsbuchhandlung zu veröffentlichen. 1870 erschienen erste stark theoretisch angelegte musikschriftstellerische Arbeiten über Richard Wagner und Gaspare Spontini, die unter Pseudonym in der Neuen Zeitschrift für Musik veröffentlicht wurden, denen 1872 weitere Artikel im Bereich der Musiktheorie folgten, die unter dem Namen Hugibert Ries erschienen. Nach seiner Teilnahme am Deutsch-Französischen Krieg 1870/71 entschied er sich ausschließlich für die Musik. Er studierte am Leipziger Konservatorium und an der Universität Leipzig unter anderem Musiktheorie bei Ernst Friedrich Richter, Komposition bei Carl Reinecke und Musikgeschichte bei dem Hegelianer Oscar Paul, der seine an der Universität eingereichte Dissertation ablehnte. Noch im selben Jahr reichte Riemann die Doktorarbeit an der Georg-August-Universität Göttingen bei dem Philosophen Rudolf Hermann Lotze und dem Musikgelehrten Eduard Krüger ein. Am 30. November 1873 erhielt er in Göttingen die philosophische Doktorwürde.

### Beruflicher Werdegang
Ab 1874 wirkte Hugo Riemann als Klavierlehrer und Dirigent in Bielefeld, wo er auch Schriften zum Klavierunterricht, zur musikalischen Syntax und zur Harmonielehre veröffentlichte. Hier heiratete Riemann 1876 die aus einer Industriellenfamilie stammende Elisabeth Bertelsmann, mit der er fünf Kinder hatte. Unter dem Gutachter Philipp Spitta, der ihn auch in der Folgezeit versuchte zu fördern, habilitierte sich Riemann im Herbst 1878 an der Universität Leipzig mit den Studien zur Geschichte der Notenschrift. Eine berufliche Festigung und die damit angestrebte Hochschullaufbahn trat auch nach seiner Habilitation und seinen kompositorischen Projekten nicht ein. Daraufhin war Riemann 1880 kurz in Bromberg tätig, wo er als Dirigent den gemischten Chor-Verein übernahm und auch als Musiklehrer arbeitete. Gleichzeitig war Riemann von 1878 bis 1880 Privatdozent in Leipzig. Riemann wirkte als Lehrer für sämtliche theoretische Fächer und das Klavierspiel von 1881 bis 1890 am Konservatorium in Hamburg, wo er unter anderem Johannes Brahms kennenlernte. Am fürstlichen Konservatorium in Sondershausen, an dem er im Jahr 1890 drei Monate beschäftigt war, wurde Max Reger sein Schüler, der ihm nach Wiesbaden folgte, wo Riemann die folgenden fünf Jahre bis 1895 als Klavier- und Theorielehrer am Konservatorium von Albert Fuchs angestellt war. Hans Pfitzner nahm dort bei Riemann kurz Unterricht. Danach kehrte Riemann endgültig nach Leipzig zurück. 1901 wurde er zum außerordentlichen, 1905 zum planmäßigen Professor an der Universität Leipzig berufen. Schließlich wurde er 1908 Direktor des von ihm gegründeten musikwissenschaftlichen Instituts (Collegium musicum). 1911 wurde Riemann in Leipzig Honorarprofessor und schließlich 1914 Direktor des von ihm gegründeten „Staatlich sächsischen Forschungsinstituts für Musikwissenschaft“. Riemann war Ehrenmitglied der Cäcilien-Akademie in Rom seit 1887, an der Königlichen Akademie in Florenz seit 1894 und der Musical Association in London seit 1900. In Leipzig wurde er auch Mitglied der Freimaurerloge Phönix. Die Universität Edinburgh ernannte Riemann 1899 zum Ehrenprofessor. 1905 kam es erstmals zu Aufführungen von eigenen Bearbeitungen spätbarocker und klassischer Kammermusik des von ihm initiierten Collegium Musicum. Obwohl sich Riemann neben Leipzig auch in Berlin, Prag und Wien um einen musikwissenschaftlichen Lehrstuhl bemühte, blieb ein solcher Ruf aus, obwohl sich in Berlin sogar Hermann Kretzschmar für ihn einsetzte, der Riemann anfangs persönlich und sachlich stark ablehnte. Anlässlich seines 60. Geburtstages 1909 wurde Riemann eine Festschrift seiner Schüler überreicht, zu denen sowohl Musikforscher als auch Interpreten gehörten. Seine kompositorischen Tätigkeiten reduzierte Riemann ab 1903 stark, jedoch blieb sein schriftstellerisches und editorisches Schaffen lange Zeit konstant. In seinen letzten Lebensjahren war Riemann aufgrund zweier erlittener Schlaganfälle auf den Rollstuhl angewiesen und verstarb mit 69 Jahren.

### Wissenswertes

#### Arbeitsproduktivität
Bis 1905 musste Riemann, um seine Familie finanziell zu versorgen, neben den geringen Einkommen aus seinen Lehrtätigkeiten als Privatdozent, auch als privater Klavier-, Gesangs- und Theorielehrer arbeiten. Außerdem gab es von Riemann zahlreiche und breitgefächerte Publikationen in Form von Besprechungen, Miszellen, Glossen, Lexikonartikeln, Musikführern, Bearbeitungen und Übersetzungen musikwissenschaftlicher Schriften anderer Autoren und Musikeditionen.
Diese mengenmäßig beispiellose Produktivität ist heute nicht mehr exakt rekonstruierbar. Sie war durch einen 18-stündigen Arbeitstag möglich, der morgens um 4 begann und von Riemann eine hohe Selbstdisziplin verlangte, die ihn in die Rolle eines Außenseiters brachte und eine Lebensferne bedeutete, die seiner akademischen Laufbahn nicht förderlich war. Durch eine exakte Geschichtsbetrachtung des Fachs kompensierte Riemann dies und darüber hinaus durch seine humorvoll sarkastische Kommentierung seiner Idiosynkrasien. Riemann veröffentlichte 1898 beispielsweise ein fiktives mittelalterliches Traktat inklusive pseudowissenschaftlichem Kommentar.

#### Lehrmethode
Hugo Riemann vertrat die Auffassung eines qualitativ anspruchsvollen Unterrichtes, der im Sinne einer ganzheitlichen Betrachtungsweise versuchte, die verschiedenen Aspekte der Musik zu integrieren. So verstand er den Klavierunterricht als umfassenden Musikunterricht, der neben der rein spieltechnischen Seite auch Gehörbildung, Harmonielehre, Phrasierung und die Ausbildung des Sinnes für polyphones Spiel umfasste. Seine fortschrittlichen Ideen zur Entwicklung der Technik des Klavierspieles brachten eine Erweiterung der einseitigen Betonung der Ausbildung der Fingertechnik, wie sie von der älteren Methodik gepflegt wurde. Die systematische Beschreibung der Anschlagsarten, des Pedalgebrauchs und anderer Elemente des Klavierspiels waren von Einfluss auf die Ausarbeitung einer modernen Lehre des Klavierspiels. Wenngleich seine Phrasierungsausgaben keinen dauerhaften Erfolg hatten und Polemiken auslösten, so war er auch hier auf dem vernachlässigten Gebiet der Phrasierung, trotz aller Einseitigkeiten seiner Theorie, ein einflussreicher Anreger.
Riemanns Kompositionsunterricht setzte bei der Analyse von Meisterwerken an. Dem folgten fortschreitende Versuche beim Nachahmen idealer Vorbilder und schließlich die Übung und Entfaltung des musikalischen Vorstellungsvermögens, also der schöpferischen Phantasie.

#### Nachlass
Der Nachlass von Hugo Riemann blieb größtenteils in Familienbesitz. Er wurde 1943 durch einen Luftangriff zerstört. Lediglich Teile von Riemanns Korrespondenz und persönliche Aufzeichnungen seines ältesten Sohnes, des Literaturhistorikers Robert Riemann, sind erhalten geblieben.
Briefe von Hugo Riemann aus der Zeit von 1873 bis 1916 befinden sich im Bestand des Leipziger Musikverlages C.F. Peters im Staatsarchiv Leipzig.

#### Ehrung

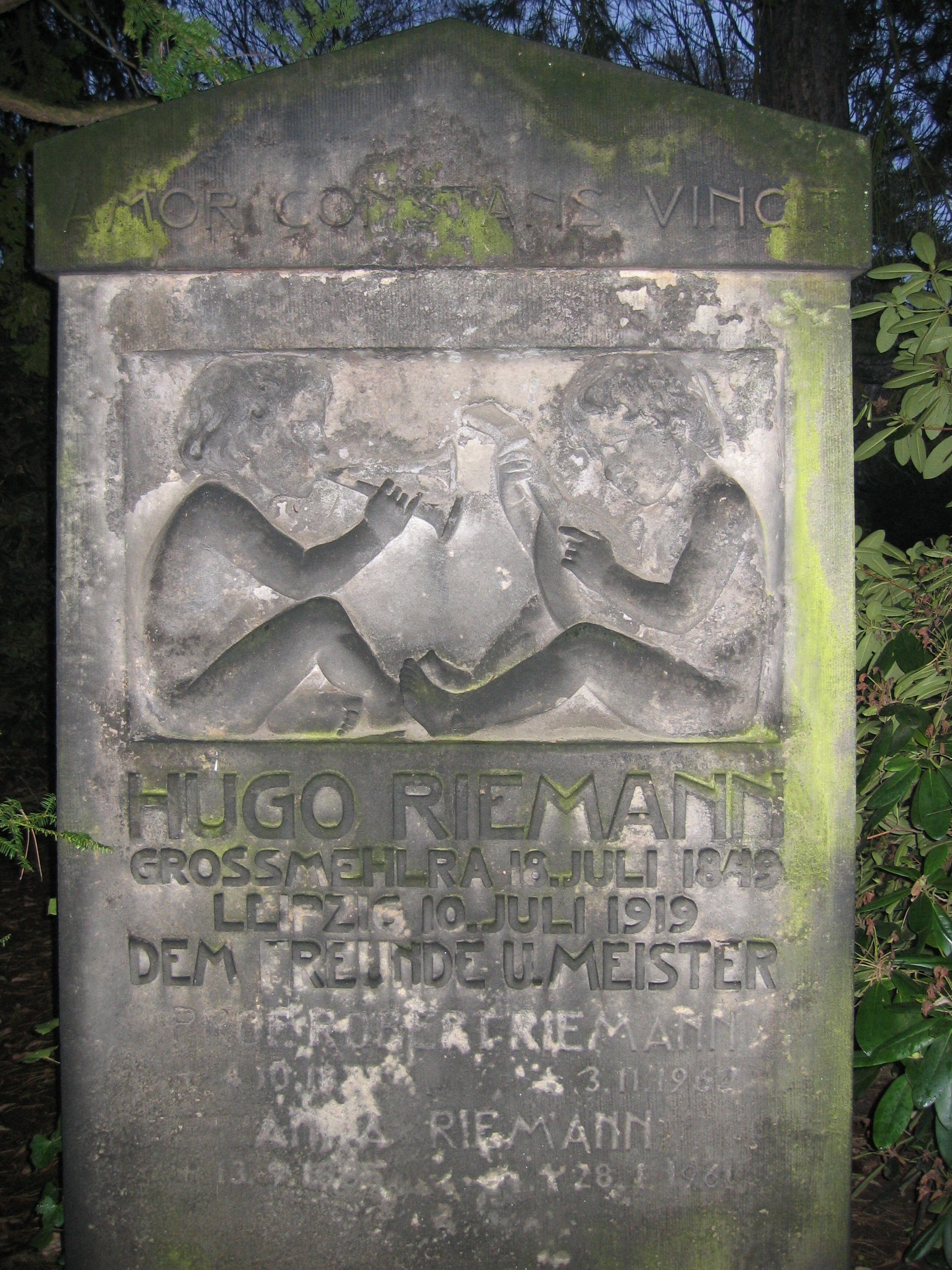
Hugo Riemanns ehemaliger Grabstein auf dem Leipziger Südfriedhof (2008)

Nach Hugo Riemann ist eine Straße im Leipziger Musikviertel benannt. Er lebte in unmittelbarer Nähe davon in der heutigen Riemannstraße (vormals Albertstraße), die auch teilweise im Viertel verläuft.
Das Grab von Hugo Riemann befand sich auf dem Leipziger Südfriedhof und wurde inzwischen aufgelöst.

## Familie
Er heiratete 1876 in Gadderbaum Elisabeth Bertelsmann (1856–1930) eine Tochter des Industriellen und Präsidenten der Handelskammer in Bielefeld Konrad Bertelsmann (1828–1901) und dessen Ehefrau Ferdinande Heuell. Das Paar hatte drei Söhne und zwei Töchter:
- Robert Conrad Viktor (1877–1962), Germanist ⚭ Marie Elisabeth Grossmann (1885–1961)
- Elsa (1879–1922), Oberlehrerin in Hamburg
- Conrad (1880–1955), Arzt in Oberschlesien ⚭ N.N.
- Hans (1882–1953), Amtsrat ⚭ Thea Lindenberg (1892–1953)
- Ferdinandine (1895–1947), Oberlehrerin

## Bedeutung
Hugo Riemann gehört zu den markantesten und bedeutendsten Persönlichkeiten unter den Musikwissenschaftlern. Seine größten Verdienste hat er errungen auf dem Gebiet der Musiktheorie. Zu fast allen Bereichen hat er wesentliche Beiträge geliefert, zu vielen musikalischen Fachbegriffen Abhandlungen geschrieben (zum Beispiel „Agogik“, „Motiv“ oder „Phrasierung“). In Nordamerika beruft sich die Neo-Riemannian theory auf Riemanns Schriften, ein sehr bekanntes Werk Riemanns im deutschsprachigen Raum ist das Riemann Musiklexikon („Der Riemann“). Obwohl für ihn selbst der Stil der Wiener Klassik vorbildlich war, zeigte er sich der Musik seiner Zeit gegenüber aufgeschlossen, wenngleich er mit scharfer Kritik, wie im Falle Arnold Schönbergs, nicht sparte. Auch auf dem Gebiet der Musikgeschichte war er wegweisend, gab er ihr doch in umfassender Weise ihre stilkundliche Orientierung.
Mit der dem harmonischen Dualismus verpflichteten Theorie der „Funktionen“ schuf Riemann eine neue Grundlage für die harmonische Analyse. In der zweiten Hälfte des 20. Jahrhunderts nahm diese Funktionstheorie in der von Max Reger, Hermann Grabner vereinfachten und Wilhelm Maler publizierten Form eine Vorrangstellung in Deutschland ein. Heute wird die Funktionstheorie insbesondere noch an allgemeinbildenden Schulen und Musikschulen verwendet, in der deutschsprachigen musiktheoretischen Forschung hingegen hat sie an Bedeutung verloren. An vielen Musikausbildungsstätten haben sich daraus Konsequenzen für die Curricula der theoretisch-wissenschaftlichen Fächer ergeben. Hier bildet die Funktionstheorie in der Regel eine Methode unter anderen analytischen Perspektiven wie zum Beispiel die Analyse mit Satzmodellen (initiiert durch die Habilitationsschrift von Carl Dahlhaus), die Schenkerian analysis, Pitch-class Set theory (z. B. für freitonale Musik) u. a.
2003 ist darüber hinaus der Zusammenhang zwischen Riemann-Rezeption und Nationalsozialismus aufgearbeitet worden.
Zu Hugo Riemanns Schülern zählen die Komponisten Max Reger (1873–1916), Hans Pfitzner (1869–1949), Lothar Windsperger, Kurt Adami und Walter Niemann (1876–1953), sowie die Musikwissenschaftler Friedrich Blume, Hans Joachim Moser, Wilibald Gurlitt, Hans Schnoor, Gustav Becking und Rudolf Steglich.

## Werke
Das Gesamtwerk Hugo Riemanns umfasst neben seinem Musiklexikon mehr als fünfzig Monographien und über zweihundert Aufsätze zu allen Bereichen der Musikwissenschaft und Musikpraxis. Als Editor gab er über siebzig Werke heraus (darunter die umstrittenen Phrasierungsausgaben berühmter Werke der Klaviermusik). Das Verzeichnis seiner heute vergessenen Kompositionen geht bis op. 69 (einige Nummern sind unbesetzt).

### Bücher und Schriften
- Musikalische Logik. Hauptzüge der physiologischen und psychologischen Begründung unseres Musiksystems (Leipzig, 1873, Digitalisat); zugleich als Dissertation Ueber das musikalische Hören (1874, Digitalisat)
- Die Hülfsmittel der Modulation (Kassel, 1875)
- Die objective Existenz der Untertöne in der Schallwelle (Kassel, 1875)
- Vademecum für den ersten Klavierunterricht (Leipzig, 1876)l
- Musikalische Syntaxis. Grundriß einer harmonischen Satzbildungslehre (Leipzig, 1877)
- Studien zur Geschichte der Notenschrift (Leipzig, 1878)
- Skizze einer neuen Methode der Harmonielehre (Leipzig, 1880); ab der zweiten Auflage 1887 als Handbuch der Harmonielehre
- Die Entwickelung unserer Notenschrift (Leipzig, 1881)
- Musik-Lexikon (Leipzig, 1882); fertiggestellt und bearbeitet von Alfred Einstein (Berlin, 9. Auflage 1919; 11. Auflage 1929); als Riemann-Musik-Lexikon, 5 Bände, herausgegeben von Wilibald Gurlitt, Hans Heinrich Eggebrecht und Carl Dahlhaus (Mainz, 12. Auflage 1959–1975); 13., aktualisierte Neuauflage, 5 Bde., hrsg. von Wolfgang Ruf in Verbindung mit Annette van Dyck-Hemming (Mainz 2012)
- Die Natur der Harmonik (Leipzig, 1882)
- Elementar-Musiklehre (Hamburg, 1883)
- Neue Schule der Melodik (Hamburg, 1883)
- Vergleichende theoretisch-praktische Klavier-Schule, 3 Teile (Hamburg/St. Petersburg, 1883), vierte Auflage 1912 in Leipzig als Vergleichende Klavierschule
- Der Ausdruck in der Musik (Leipzig, 1883)
- Musikalische Dynamik und Agogik (Hamburg/St. Petersburg/Leipzig, 1884)
- Praktische Anleitung zum Phrasieren (Leipzig, 1886), mit C. Fuchs
- Opern-Handbuch (Leipzig, 1887-[1893])
- Systematische Modulationslehre als Grundlage der musikalischen Formenlehre (Hamburg, 1887)
- Katechismus der Musik (Allgemeine Musiklehre) (»Max Hesse's illustgrierte Katechismen«, Band 5) (Leipzig, 1888), ab der 5. Auflage als Allgemeine Musiklehre (Handbuch der Musik)
  - 1. Aufl. 1888 Digitalisat BSB München
- Katechismus der Musikgeschichte, 2 Teile (Leipzig 1888, 1889), ab der 5. Auflage 1914 als Abriß der Musikgeschichte
  - Katechismus der Musikgeschichte 1. Teil : Geschichte der Musikinstrumente und Geschichte der Tonsysteme und der Notenschrift (»Max Hesse's illustgrierte Katechismen«, Band 2) 1. Aufl. 1888 Digitalisat BSB München
  - Katechismus der Musikgeschichte 2. Teil : Geschichte der Tonformen (»Max Hesse's illustgrierte Katechismen«, Band 2) 1. Aufl. 1889 Digitalisat BSB München
- Katechismus der Musikinstrumente (Instrumentationslehre) (»Max Hesse's illustgrierte Katechismen«, Band 1) (Leipzig, 1888), ab der 5. Auflage als Handbuch der Musikinstrumente
  - 1. Aufl. 1888 Digitalisat BSB München
  - 3. Aufl. 1898 Digitalisat BSB München
    - Titel Katechismus der Musikinstrumente (kleine Instrumentationslehre)
- Katechismus der Orgel (Leipzig, 1888), ab der 4. Auflage als Handbuch der Orgel
- Katechismus des Klavierspiels (Leipzig, 1888), ab der 5. Auflage 1916 als Handbuch des Klavierspiels
- Lehrbuch des einfachen, doppelten und imitierenden Kontrapunkts (Leipzig, 1888)
- Wie hören wir Musik? Drei Vorträge (Leipzig, 1888)
- Katechismus der Kompositionslehre, 2 Teile (Leipzig, 1889), ab der 2. Auflage 1897 als Grundriß der Kompositionslehre
- Katechismus des Generalbaß-Spiels (Leipzig, 1889), ab der 2. Auflage 1903 als Anleitung zum Generalbaß-Spielen
- Katechismus des Musik-Diktats (Leipzig, 1889), ab der 4. Auflage 1916 als Handbuch des Musik-Diktats
- Katechismus der Fugen-Komposition, 3 Teile, Teile 1 und 2: Analyse von Johann Sebastian Bachs «Wohltemperiertem Klavier» (Leipzig, 1890/91), ab der 3. Auflage 1914–1916 als Handbuch der Fugen-Komposition, Teil 3: Analyse von Johann Sebastian Bachs «Kunst der Fuge» (Leipzig, 1894), ab der 2. Auflage 1917 als dasselbe
  - Teil 1 (»Max Hesse's illustgrierte Katechismen«, Band 18) – 1. Aufl. 1890 Digitalisat BSB München
  - Teil 2 (»Max Hesse's illustgrierte Katechismen«, Band 19) – 1. Aufl. 1891 Digitalisat BSB München
  - Teil 3 (»Max Hesse's illustgrierte Katechismen«, Band 29) – 1. Aufl. 1894 Digitalisat BSB München
- Katechismus der Harmonielehre (Leipzig, 1890), ab der 2. Auflage 1900 als Katechismus der Harmonie- und Modulationslehre, ab der 5. Auflage 1913 als Handbuch der Harmonie- und Modulationslehre
- Katechismus der Musik-Ästhetik (Wie hören wir Musik?) (Leipzig, 1890), ab der 2. Auflage 1903 als Wie hören wir Musik? Grundlinien der Musik-Ästhetik
- Katechismus der Phrasierung (Leipzig, 1890) mit C. Fuchs, ab der 2. Auflage 1900 als Vademecum der Phrasierung, in der 8. Auflage als Handbuch der Phrasierung
- Katechismus der Akustik (Musikwissenschaft) (Leipzig, 1891), ab der 2. Auflage 1914 als Handbuch der Akustik
- Katechismus der Gesangskomposition (»Max Hesse's illustgrierte Katechismen«, Band 20) (Leipzig, 1891), die 3. Auflage 1921 als Handbuch der Gesangskomposition
  - 1. Aufl. 1891 Digitalisat BSB München
- Vereinfachte Harmonielehre (London/New York, 1893)
- Präludien und Studien, 5 Bände, Band 1 (Frankfurt/Main, 1895), Band 2/3 (Leipzig, 1900/1901), Band 4/5 Druck in Vorbereitung (herausgegeben von Robert Schmitt-Scheubel/Rudolph Stephan/Helga de la Motte-Haber)
- Notenschrift und Notendruck (Leipzig, 1896)
- Geschichte der Musiktheorie im IX.-XIX. Jahrhundert (Berlin, 1898)
- Die Elemente der musikalischen Ästhetik (Berlin/Stuttgart, 1900)
- Epochen und Heroen der Musikgeschichte, in: Spemanns goldenes Buch der Musik, herausgegeben unter Mitwirkung von K. Grunsky u. a. (Berlin/Stuttgart, 1900)
- Geschichte der Musik seit Beethoven (1800–1900) (Berlin/Stuttgart, 1900)
- Anleitung zum Partiturspiel (Leipzig, 1902)
- Große Kompositionslehre, 3 Bände, Band 1: Der homophone Satz (Berlin/Stuttgart, 1902), Band 2: Der polyphone Satz (Berlin/Stuttgart, 1903), Band 3: Der Orchestersatz und der dramatische Gesangstil (Stuttgart, 1913)
- Katechismus der Orchestrierung (Leipzig, 1902), ab der 3. Auflage 1919 als Handbuch der Orchestrierung
- System der musikalischen Rhythmik und Metrik (Leipzig, 1903)
- Handbuch der Musikgeschichte, 2 Bände in 5 Teilen, Teil 1,1: Die Musik des klassischen Altertums (Leipzig, 1904), Teil 1,2: Die Musik des Mittelalters (Leipzig, 1905), Teil 2,1: Das Zeitalter der Renaissance (Leipzig 1907), Teil 2,2: Das Generalbasszeitalter (Leipzig, 1912), Teil 2,3: Die Musik des 18. und 19. Jh. (Leipzig, 1913)
- Elementar-Schulbuch der Harmonielehre (Leipzig, 1906)
- Normal-Klavierschule für Anfänger (Leipzig, 1906)
- Verloren gegangene Selbstverständlichkeiten in der Musik des 15.–16. Jh. (Langensalza, 1907)
- Grundriß der Musikwissenschaft (Leipzig, 1908)
- Kleines Handbuch der Musikgeschichte (Leipzig, 1908)
- Johannes Brahms und die Theorie der Musik (München, 1909)
- Spontane Phantasietätigkeit und verstandesmäßige Arbeit in der tonkünstlerischen Produktion (Leipzig, 1909)
- Studien zur byzantinischen Musik, 2 Teile, Teil 1: Die byzantinische Notenschrift im 10. bis 15. Jh. (Leipzig, 1909), Teil 2: Neue Beiträge zur Lösung der Probleme der byzantinischen Notenschrift (Leipzig 1915)
- Die Beck-Aubry’sche «modale Interpretation» der Troubadourmelodien, in SIMG 11, 1909/1910
- Beethovens Prometheus-Musik. Ein Variationenwerk, in: Die Musik 9, 1909/10
- «Basso ostinato» und «Basso quasi ostinato», in: Festschrift R. von Liliencron, 1910
- Beethovens Streichquartette (Berlin/Wien, 1910)
- Johann Stamitzs Melodik, in: Neue Musik-Zeitung 31, 1910
- Kompendium der Notenschriftkunde (Regensburg, 1910)
- 6 Streichquartette von Franz Xaver Richter, in: Blätter für Haus- und Kirchenmusik 15, 1910/1911
- John Playford’s Division Violin und Michel Farinelli’s Folies d’Espagne, in: Die Musik 10, 1910/1911
- Wann machte Händel die Bekanntschaft Steffanis?, in: Merker 2, 1910/1911
- Giebt es Doppel-Harmonien?, in: Festschrift F. Pedrell, Tortosa, 1911
- Der «Basso ostinato» und die Anfänge der Kantate, in: SIMG 13, 1911/12
- Stumpf’s «Konkordanz und Dikordanz», in: ZIMG 13, 1911/1912
- Tonhöhenbewußtsein und Intervallurteil, in: ZIMG 13, 1911/1912
- Musikgeschichte in Beispielen (Leipzig, 1912)
- Die rhythmische Struktur der Basses dances der Handschrift 9085 der Brüsseler Kgl. Bibliothek, in: SIMG 14, 1912/1913
- Eine siebensätzige Tanzsuite von Monteverdi vom J.1607, in: SIMG 14, 1912/1913
- Die Taktfreiheiten in Brahms’ Liedern, in: Die Musik 12, 1912/1913
- Τε Τα Τη Τω und NoEANe, in: ZIMG 14, 1912/1913
- Γιγνόμενον und Γεγονός beim Musikhören. Ein aristoxenischer Beitrag zur modernen Musikästhetik (Berlin, 1913)
- Gedehnte Schlüsse im Tripeltakt der Altklassiker, in: ZIMG 15, 1913/14
- Das begleitete Kunstlied im 14. Jh., 1914/1915
- Ideen zu einer «Lehre von den Tonvorstellungen», in: JbP 21/22, 1914/15
- Folkloristische Tonalitätsstudien, Teil 1: Pentatonik und tetrachordale Melodik (Leipzig, 1916)
- Neue Beiträge zu einer Lehre von den Tonvorstellungen, in: JbP 23, 1916
- L. van Beethovens sämtliche Klavier-Solosonaten, 3 Teile (Berlin, 1918, 1919, 1919)
- Die Phrasierung im Lichte einer Lehre von den Tonvorstellungen, in: ZfMw 1, 1918/19

### Werkerläuterungen im Musikführer
- Ludwig van Beethoven, Streichquartett Es-Dur op.127
- Ludwig van Beethoven, Streichquartett B-Dur op.130, Streichquartett-Fuge B-Dur op.133
- Ludwig van Beethoven, Streichquartett cis-Moll op.131
- Ludwig van Beethoven, Streichquartett a-Moll op.132
- Ludwig van Beethoven, Streichquartett F-Dur op.135
- Johannes Brahms, 3. Symphonie F-Dur op.90
- Johannes Brahms, 4. Symphonie e-Moll op.98
- P.I.Čajkovskij, Symphonie «Manfred» h-Moll op.58
- P.I.Čajkovskij, 6.Symphonie «Pathétique» h-Moll op.74
- Felix Mendelssohn Bartholdy, «Lobgesang» op.52
- Nikolai Andrejewitsch Rimski-Korsakow, «Scheherazade» op.35
- Robert Schumann, 4. Symphonie d-Moll op.120
- Robert Volkmann, 1 Symphonie d-Moll op.44
- Robert Volkmann, 2. Symphonie B-Dur op.53
- Richard Wagner, «Huldigungsmarsch» WWV 97
- Richard Wagner, Kaisermarsch WWV 104

### Bearbeitungen und Übersetzungen
- A. F. Christiani: The Principles of Expression in Pianoforte Playing (New York, 1885), als: Das Verständnis im Klavierspiel (Leipzig, 1886)
- F. A. Gevaert: Nouveau traité d´instrumentation (Paris/Brüssel, 1885), als: Neue Instrumenten-Lehre (Leipzig, 1887)
- F. A. Gevaert: Les Origines du chant liturgique de l’église latin (Gent, 1890), als: Der Ursprung des röm. Kirchengesanges (Leipzig, 1891)
- A. B. Marx: Die Lehre von der musikalischen Komposition, 4 Teile, bearbeitet von Hugo Riemann
- G. Morphy: Les Luthistes espagnols du XVIe siècle (Die spanischen Lautenmeister des 16. Jh.) (französisch-deutsch), 2 Teile, 1902
- J.-Ph. Rameau: De la mécanique des doigts sur le clavessin (1724), deutsch im Aufsatz: J. Ph. Rameau als Klavierpädagoge (Leipzig, 1889), in: H. Riemann, Präludien und Studien, Band 2 (1900)
- A. W. Thayer: Ludwig van Beethovens Leben, 5 Bände, deutsch bearbeitet von H. Deiters, revidiert, bearbeitet und herausgegeben von H. Riemann
- Ch.-M. Widor: Technique de l’orchestre moderne (Paris/Brüssel, 1904), als: Die Technik des modernen Orchesters (Leipzig, 1904)

### Editionen
- Sinfonien der pfalzbayerischen Schule (Mannheimer Symphoniker), 3 Teile, 1902, 1906, 1907
- J. Schobert: Ausgewählte Werke, 1909
- A. Steffani: Ausgewählte Werke, Teil 2/3, 1911/1912
- Mannheimer Kammermusik des 18.Jh., 2 Teile, 1914/1915